# Paul Boulet
Paul Boulet (Marseille, 8 september 1894 - Montpellier, 27 juli 1982) was een Frans politicus.

## Biografie
Paul Boulet studeerde medicijnen en was hoogleraar medicijnen aan de Universiteit van Montpellier.
Paul Boulet was bezorgd om de armoede in de achterstandswijken in Montpellier en ging de politiek in. In 1935 werd hij als de kandidaat van de gezamenlijke linkse partijen tot burgemeester van Montpellier gekozen. Na een conflict met de gemeenteraad nam hij in 1937 reeds als burgemeester ontslag.
Paul Boulet werd bij de parlementsverkiezingen van 1936 voor Gauche Indépendante (lijstverbinding van linkse partijen) in de Kamer van Afgevaardigden (Chambre des Députés) gekozen. Hij vertegenwoordigde het departement Hérault. Op 10 juli 1940, na de Franse nederlaag tegen nazi-Duitsland, stemde hij tegen het verlenen van volmachten aan maarschalk Philippe Pétain. Als gevolg van deze actie moest hij zijn politieke functies neerleggen (1940).
Na de Tweede Wereldoorlog werd hij als lid van de Voorlopige Raadgevende Vergadering (Assemblée Consultative Provisoire) gekozen. In 1944 werd hij lid van de christendemocratische Mouvement Républicain Populaire (MRP, Republikeinse Volksbeweging). Bij de parlementsverkiezingen van 1946 werd hij voor het departement Hérault in de Franse Nationale Vergadering (Assemblée Nationale) gekozen (tot 1951).
Van 1945 tot 1953 was hij opnieuw burgemeester van Montpellier.
Paul Boulet overleed op 87-jarige leeftijd, op 27 juli 1982 te Montpellier.